# Корсје
Корсје (фр. Corcieux) насеље је и општина у североисточној Француској у региону Лорена, у департману Вогези која припада префектури Сен Дије де Вогез.
По подацима из 2011. године у општини је живело 1670 становника, а густина насељености је износила 95,98 становника/km². Општина се простире на површини од 17,4 km². Налази се на средњој надморској висини од 550 метара (максималној 730 m, а минималној 503 m).

## Демографија
| 1962. | 1968. | 1975. | 1982. | 1990. | 1999. | 2011. |
| ----- | ----- | ----- | ----- | ----- | ----- | ----- |
| 1.450 | 1.525 | 1.790 | 1.880 | 1.718 | 1.598 | 1.670 |

График промене броја становника у току последњих година